# 張琇
张琇（725年—735年），唐朝蒲州解县（今山西省运城市西南）人。
父亲张审素，担任巂州都督，治理边地多年且清廉正直，却被其部下陈纂仁诬告在军中贪赃、假冒战功、私养庸兵、企图谋反。唐玄宗下诏派监察御史杨汪前往调查。杨汪在扣押张审素实施调查的过程中，被张审素麾下总管董堂礼率兵七百劫持；董堂礼将陈纂仁杀死，并逼迫杨汪上奏昭雪张审素之罪。之后董堂礼被赶来的周边军队攻杀，杨汪逃至益州，上奏称张审素与董堂礼谋反。张审素被拘捕至雅州，杨汪构成其罪，将其斩杀，籍没其家；张琇与兄張瑝因年幼而免死，被流放至岭南。杨汪则在此事之后升任殿中侍御史，改名杨万顷。
开元二十三年（735年），张瑝、张琇兄弟二人从流刑地逃出，隐名埋姓，藏匿于东都洛阳市中；此时张瑝十三岁，张琇则仅有十一岁。一天夜里，在洛阳魏王池附近截击路过此地的杨万顷；张瑝斫其马腿，杨万顷落马，来不及抵抗就被张琇用斧头砍杀。兄弟二人将表文系于斧刃上，自言报仇的缘由；还企图前往江南，杀死与杨万顷同谋构陷父亲的人，但走到汜水就被官府捕获。都城士女都同情张琇兄弟，认为他们年纪虽幼小，却能为父报仇，堪称孝烈，希望他们能够被宽恕。中书令张九龄想要免除他们的死罪，但裴耀卿、李林甫上言国法不可纵报仇，否则会破坏国家的法律。
唐玄宗同意后者的意见，命令河南府将兄弟二人处死。临刑时张瑝悲痛不已，而张琇则神色自若，说：“到地下见先人，有什么可遗憾的！”。洛阳士庶将兄弟二人葬在北邙山，又怕杨万顷家人来报仇掘坟，于是作了几处疑冢。